# Mette Mayli Albæk
Mette Mayli Albæk (født i 1988) er en dansk journalist og forfatter. Hun er forlagschef for nonfiktion på Politikens Forlag. Hun har tidligere arbejde på DR og Jyllands-Posten. Som forfatter har hun udgivet Terroristen fra Nørrebro - Jagten på Omar el-Hussein (2019) med Louise Dalsgaard og Natascha Rée Mikkelsen og Spionchefen. Erindringer fra celle 18 fra oktober 2022 med Lars Findsen. Spionchefen var årets mest solgte bog. 
I 2023 blev hun først udnævnt til ny graverchef på Jyllands-Posten, og senere fik hun titel af chef for avisens største redaktion, samfundsredaktionen med indland, sport, kultur og undersøgende 
journalistik. Hun fik samtidig plads i avisens nyoprettede nyhedsledelse, som udover hende bestod af gravergruppens chef Lars Nørgaard, politisk redaktør Thomas Funding, journalistisk chef Carsten Ellegaard og ledende redaktør Emilie Holt Vissing Christensen.
Hun har vundet en række journalistiske priser. I 2022 Amnestys Mediepris for artikelserien Systemets Børn bragt i Jyllands-Posten. Modtog FUJ Formidlingspris også i 2022 for samme serie.
I 2014 modtog Albæk Fjæsingprisen, Folketingets Presseloges journalistiske pris, for interviewet
"DF: Syriske flygtninge kan også godt sendes til Kenya" med Martin Henriksen. For Terroristen fra Nørrebro fik Albæk FUJ Metodepris i 2019 sammen med sine medforfattere.